# De 5e boog
De 5e boog was een Vlaamse jeugd-fictiereeks, die van 10 oktober 2010 tot 12 december 2010 elk weekend werd uitgezonden op Ketnet, dat de reeks geregeld herhaalt. De startdatum (10/10/10) is toepasselijk gezien nummersymboliek er een rol in speelt. De complete reeks is te koop op dvd.

## Rolverdeling

### Hoofdpersonages
| Acteur             | Personage      | Afleveringen |
| ------------------ | -------------- | ------------ |
| Steven Boen        | Arne           | 1-10         |
| Arne Focketyn      | Tuur           | 1-10         |
| Thomas Van Goethem | Sam            | 3-10         |
| Manou Kersting     | Smid           | 1-10         |
| Door Van Boeckel   | Tuinman        | 4-8, 10      |
| Darya Gantura      | Kato           | 1-10         |
| Evelien Apers      | Babs           | 1-10         |
| Joke De Bruyn      | Tovenares Cara | 1-10         |

## Verhaal
De witte heks en alternatieve Cara lokt vier jongeren naar de pastorij van Schriek, in het Vlaams Limburgs archeologisch domein Bokrijk, onder valse voorwendselen betreffende hun respectievelijke hobby's; wat voetbal is voor Arne, gamen voor Tuur, zingen voor Kato en mensen helpen voor Babs. Cara heeft hun hulp nodig, en een vijfde persoon die ze nog niet heeft opgespoord met haar woestijnbuizerd, Bakkestoe, om te voorkomen dat een 199-jarige conjunctie van Jupiter en Orion de boosaardige Mordus vrij laat komen uit het moeras waar hij bijna 2 eeuwen geleden magisch naar verbannen is.
Diens plaatselijke dienaar, de ex-gedetineerde smid, krijgt lucht van dat plan en waarschuwt Mordus, die wanneer hij vrijkomt alles gaat vernietigen door vuur en giftige dampen. Dat probeert Cara tegen te gaan. Kato ziet het eerst niet zitten en wil vertrekken, maar ze wordt aangemoedigd door Arne, die een oogje op haar heeft en alles voor haar doet. Uiteindelijk doet Cara haar blijven omwille van een drankje waardoor Kato een prachtige zangstem zou krijgen.
Samen zetten ze alles op alles om Mordus te stoppen en de vijfde persoon te vinden. Smid neemt zijn alternatieve gedaante aan, Tuinman, en gebruikt zijn magische vuurkracht. Hij wordt aanvankelijk bijgestaan door de door hem ontdekte, zielige punker-verstoteling Sam, die in feite de vijfde is, door zijn inborst toch partij kiest voor het viertal maar de Smid/Tuinman vreest.
In de laatste aflevering lijkt Mordus te winnen, tot uiteindelijk de jongeren het nog voor elkaar krijgen goudsap te oogsten en in de rivier te gieten.
Zo verliest Mordus en wordt weer voor 199 jaar opgesloten.

## Afleveringen
- Afl. 1: Cara
  - Eerste uitzenddatum: 10 oktober 2010
- Afl. 2: De smid
  - Eerste uitzenddatum: 17 oktober 2010
- Afl. 3: Sam
  - Eerste uitzenddatum: 24 oktober 2010
- Afl. 4: Water en vuur
  - Eerste uitzenddatum: 31 oktober 2010
- Afl. 5: Inbraak en diefstal
  - Eerste uitzenddatum: 7 november 2010
- Afl. 6: De vuurklauw
  - Eerste uitzenddatum: 14 november 2010
- Afl. 7: Kelders
  - Eerste uitzenddatum: 21 november 2010
- Afl. 8: Donker uur
  - Eerste uitzenddatum: 28 november 2010
- Afl. 9: De vijfde boog
  - Eerste uitzenddatum: 5 december 2010
- Afl. 10: Mordus
  - Eerste uitzenddatum: 12 december 2010

## Productie
De productie van de serie gebeurde door Sultan Sushi.

## Bokrijks jaarthema
In april 2011 werd in Bokrijk, waar de opnames gebeurden, een evenement gehouden met de hoofdrolspelers, als inwijding van een zomerse spelversie voor jeugdige bezoekers van het domein, dat de serie als thema van het jaar aangreep.